# 114-й окремий батальйон територіальної оборони
114-й окремий батальйон територіальної оборони (114 об ТрО) — кадроване формування Сил територіальної оборони України Збройних Сил України у Запорізькій області, створене з добровольців міста Запоріжжя та Запорізького району. Батальйон перебуває у складі 110-ої окремої бригади територіальної оборони, що входить до складу РУ Сил ТрО «Схід».

## Історія
114-й окремий батальйон Сил територіальної оборони ЗСУ був сформований у вересні 2018 року в місті Запоріжжя. 
Перший бойовий досвід батальйон отримав у квітні 2022-го в боях під Великою Новосілкою, Донецької області. 
У 2022-2023 роках виконував оборонні операції на Бердянському напрямку. 
Влітку 2023 року брав участь у контрнаступу на півдні. 
4 червня 2023 року в рамках оборонної операції спільними діями механізованого підрозділу та 114-го окремого батальйону ТрО 110-ї Обр ТрО було звільнено від російських окупаційних військ село Новодарівка. 
Восени 2023 року батальйон виконував бойові завдання на Сумщині. 
Весною 2024 року бійці 114-го батальйону почали виконувати бойові завдання в Куп'янському районі, Харківської області.
Від серпня 2024 року батальйон виконує оборонні операції на Бердянському напрямку.